# Tivegna
Tivegna è una frazione di 205 abitanti nel comune di Follo, nella bassa Val di Vara, in provincia della Spezia.

## Origine del nome
Secondo alcuni studiosi del Novecento il toponimo Tivegna starebbe ad indicare una sua origine etrusca in TIV (luna) + ENA.

## Geografia fisica
Il paese si sviluppa su un alto colle e presenta uno schema compatto, tipico dei borghi medievali, raccolto attorno alla chiesa parrocchiale e composto dai tradizionali rioni che in passato ne caratterizzavano la divisione: Castello, Aretta, Borgo, Cadro, Rocchetta, Chiesuola, Piana della Chiesa e Cubia. Ad essi, allontanandosi dal paese, si aggiungono le località di Piè di Foce, Brancorasco e Vicchieda.

## Storia

### Età Medievale
Il borgo di Tivegna vede la sua prima citazione scritta in un diploma riportato nel Codice Pelavicino datato al 19 maggio 963, nel quale l’imperatore Ottone I riconosce al Vescovo di Luni Adalberto i diritti sulla “Curtis di Tivenia”. La situazione rimase tale fino al 1252 circa, quando il pontefice Innocenzo IV ottenne che i castelli di Castiglione, Tivegna, Bracelli e il bosco di Padivarma venissero concessi in feudo al nipote Nicolò Fieschi.
Quando il borgo di Carpena venne elevato al rango di Podesteria nel 1273, molti borghi della zona, tra i quali Spezia e la stessa Tivegna, vennero assorbiti dalla nuova enclave; Spezia andava però crescendo d'importanza, tanto che già nel 1343 venne elevata anch'essa a Podesteria dal doge Simon Boccanegra, sotto richiesta dell'allora sindaco della Spezia Benedetto Perdomo, con giurisdizione sui borghi di Tivegna e Piana, Vesigna, Isola, Follo, Valeriano e Bastremoli; sarebbero rimasti invece sotto il dominio carpenese Codeglia, Quaratica, Debbio e Pozzo (località di San Benedetto), Pegazzano, Fabiano, Biassa, Campiglia, Riomaggiore, Manarola, Polverara, Carnea e Castiglione.
Dopo l'accorpamento delle due Podesterie avvenuto l'8 giugno 1371 nella chiesa di Santa Maria Assunta, Tivegna passò sotto alla nuova enclave spezzina.
Nel XV secolo Tivegna assunse molta importanza e si dotò di un proprio ordinamento, i Capitula facta ordinata et firmata per homines Tivenie, approvati il 13 maggio 1465 dal Governatore Corrado da Fogliano. Il paese ebbe sempre tradizioni legislative: nell’Aia della Corte si teneva un parlamento e si legiferava per tutte le comunità vicine, firmando atti pubblici all’ombra di un antico leccio.

### Età Moderna
Tra il XV e il XVII secolo gli Statuti della Comunità vennero ampliati fino a comprendere:
- Capitula requisita concedi per homines Tivenie et universitatem dicti loci, antecedenti al dicembre 1494, approvati nel dicembre 1494 e confermati il 13 maggio 1521.
- Liber Statutorum ac Capitulorum Municipalium Magnificae Communitatis Tiveniae, approvati nel dicembre 1494, confermati il 4 marzo 1535, aggiornati nel 1575.
- Capitoli campestri, rogati il 21 aprile 1609, approvati il 23 aprile 1610.

Cessata l'influenza genovese con la caduta della Repubblica di Genova nel 1797, in seguito alla Campagna d'Italia di Napoleone Bonaparte, Tivegna divenne capoluogo di uno degli otto cantoni facenti capo alla Giurisdizione del Golfo di Venere nel 1798.

### Età contemporanea
Dal 1806 il paese entrò a far parte del comune di Follo, costituendone sede comunale fino al 1911, quando venne soppiantato da Piana di Follo.

## Monumenti e luoghi d'interesse

### Architetture religiose
- Chiesa parrocchiale di San Lorenzo Martire, di origine medievale, presenta rifacimenti seicenteschi.[7]
- Oratorio della Madonna del Carmine.[3]
- Ex Oratorio di Sant'Antonio Abate, all'ingresso del paese, sconsacrato e utilizzato come sede della Pro Loco.[8][7]
- Chiesa del Palazzo, intitolata alla Madonna della Neve.[3][7]
- Chiesina della Madonna dell'Orto, la cui festività cade il 2 luglio.[3][7]

### Architetture militari
- Castello di Tivegna, viene più volte citato nel Codice Pelavicino, quando ad esempio nel 1252 due componenti della famiglia Aldoberti di Pontremoli sono nominati dal Vescovo di Luni e si impegnano a difendere il “castrum Tiveniae”. Non risulta nulla sulla sua distruzione: sicuramente esisteva ancora nel 1418, come riporta un documento conservato nella Biblioteca Civica della Spezia; nel testo il governo di Genova ingiungeva al Vicario della Spezia di pagare una certa somma di denaro a Pellegro di Sestri, castellano di Tivegna. Le mura circondavano il paese ed erano interrotte da due porte – ancora visibilmente delineate – ai lati del paese: Porta Vecchia sull’angolo destro della piazza di entrata e Porta Nuova nella parte bassa.[3][9] Il 16 gennaio 2025 il sito è stato acquistato dal comune di Follo in vista di una sua valorizzazione.[10]

### Architetture civili
- Villa delle streghe;[11]
- Palazzo di Piè di Foce.
- Aia della Corte, ampio spiazzo all'ingresso del paese, dove un tempo Tivegna teneva il suo parlamento e si legiferava per Follo, Bastremoli, Sorbolo, Carnea e la Piana. La piazza, un tempo dedicata a Re Umberto I, era tutta circondata di lecci all'ombra dei quali venivano firmati i principali atti pubblici. Oggi è adibita a parco pubblico.[12]

## Cultura

### Eventi
Pur trattandosi di un piccolo paese ha sempre mantenuto vive le sue tradizioni, tra queste ricordiamo:
- 25 aprile: tradizionale "Caminada", la ProLoco di Tivegna organizza una passeggiata, attraverso i vecchi sentieri nei boschi, per raggiungere ogni anno un paese diverso tra quelli limitrofi; è abitudine pranzare tutti assieme presso una delle numerose strutture ricettive della zona.
- 1º maggio: in occasione della festa dei lavoratori la tradizione vuole che gli uomini del paese vadano nei boschi circostanti il paese per scegliere e tagliare uno dei pini più belli che, nottetempo, verrà eretto presso l'abitazione di un compaesano o nella piazza del paese (Aia della Corte già Piazza Umberto I). Al termine del mese di maggio il pino (denominato "er Mazo") viene "riabbattuto" e tagliato a pezzi come legna da ardere, in tale occasione il padrone di casa offre a tutti i partecipanti un rinfresco principalmente basato su fave, salame, pecorino focaccia e vino locale. La giornata di fine maggio è accompagnata, dopo il lavoro e meritato banchetto, da un canto popolare denominato "Maggio Tivegnino".
- 2 luglio: in concomitanza con il Palio di Siena a Tivegna si svolge la Santa Messa presso la piccola pieve della chiesuola intitolata alla "Madonna dell'Orto" che si festeggia in tale data.
- 10 agosto: celebrazioni del Santo Patrono, San Lorenzo Martire. Vengono celebrate la S.Messa, i Vespri e una suggestiva processione lungo le vie del paese con la statua del santo portata a spalle dagli uomini del paese. In precedenza la celebrazione del Santo Patrono iniziava alcuni giorni prima con il trasporto della statua nella pieve di Vicchieda dove veniva celebrata la Santa Messa, il giorno della ricorrenza la statua veniva nuovamente porta in paese passando per le principali contrade.
- Sagra del Vino: nata nel 1970, si svolge il primo week-end di Settembre nella piazza del paese (Aia della Corte), è caratterizzata da una gara di vini locali e dalla presenza di banchi gastronomici con piatti tipici preparati della signore del luogo. La sagra ha inizio il giovedì sera,prosegue venerdì sera, sabato sera e domenica per tutta la giornata; le principali prelibatezze che si possono gustare presso gli stand sono:
  - Ravioli (quasi 30.000 preparati a mano)
  - Polenta o Tagliatelle al Cinghiale
  - Porchetta cotta a legna
  - "Asado en crosa" Asado argentino cotto verticalmente in graticole
  - Dolci Tipici fatti a mano

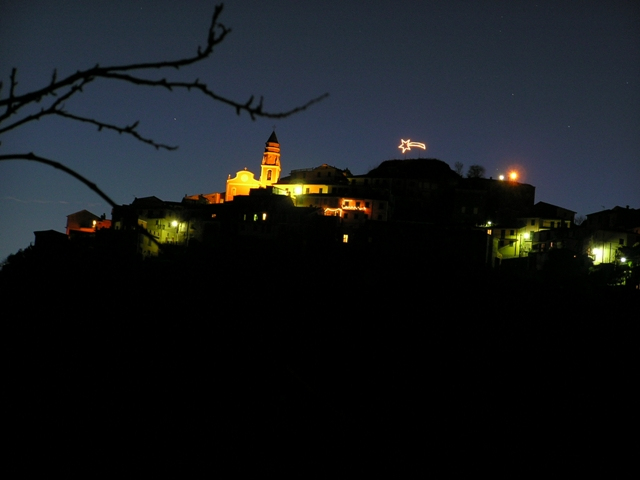
Immagine notturna
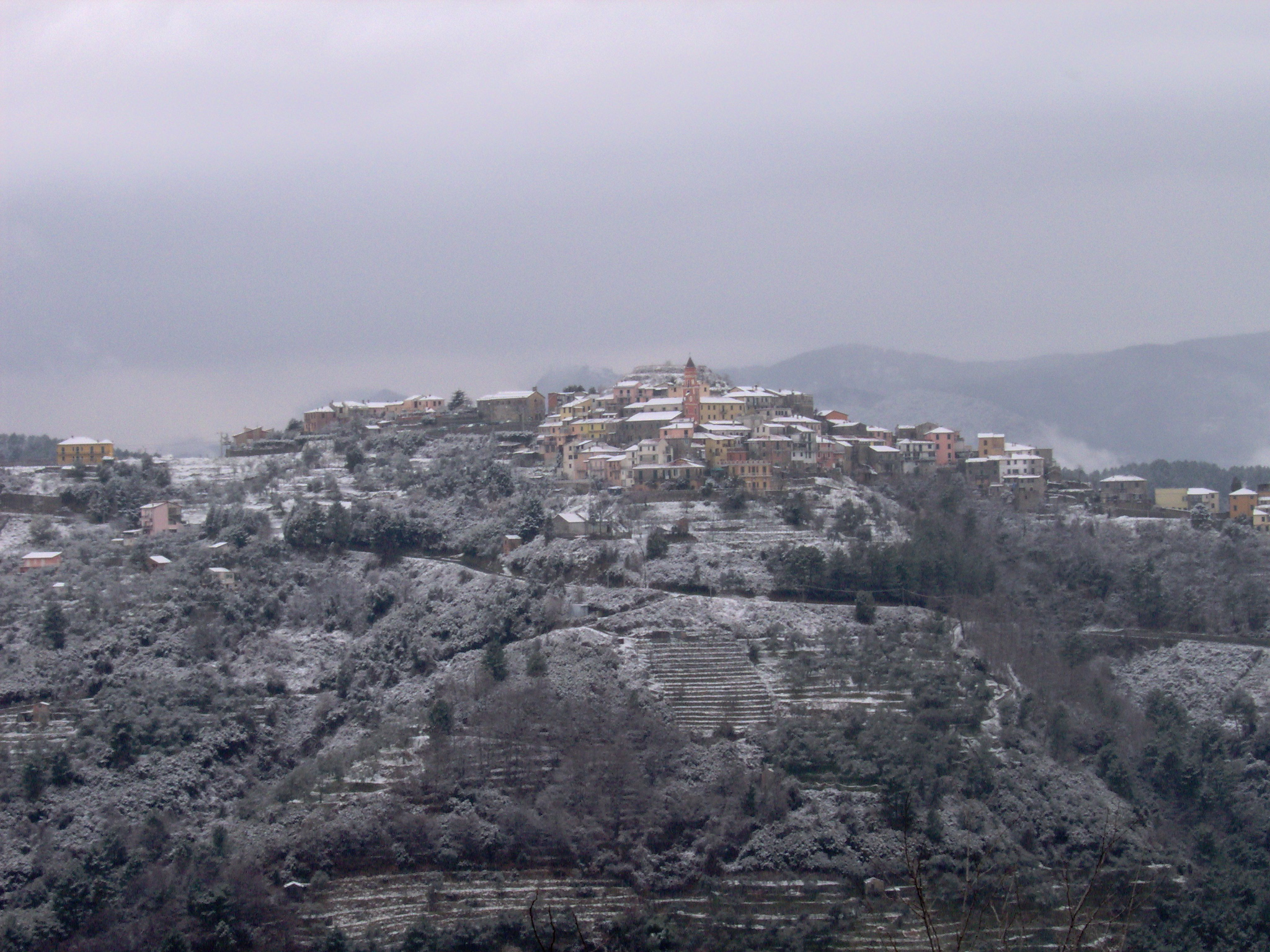
Tivegna vista da Follo Alto